# Lobelia siphilitica
La cardenala azul o lobelia azul (Lobelia siphilitica) es una especie de planta de flores perteneciente a la familia Campanulaceae. Nativa del este de Estados Unidos.

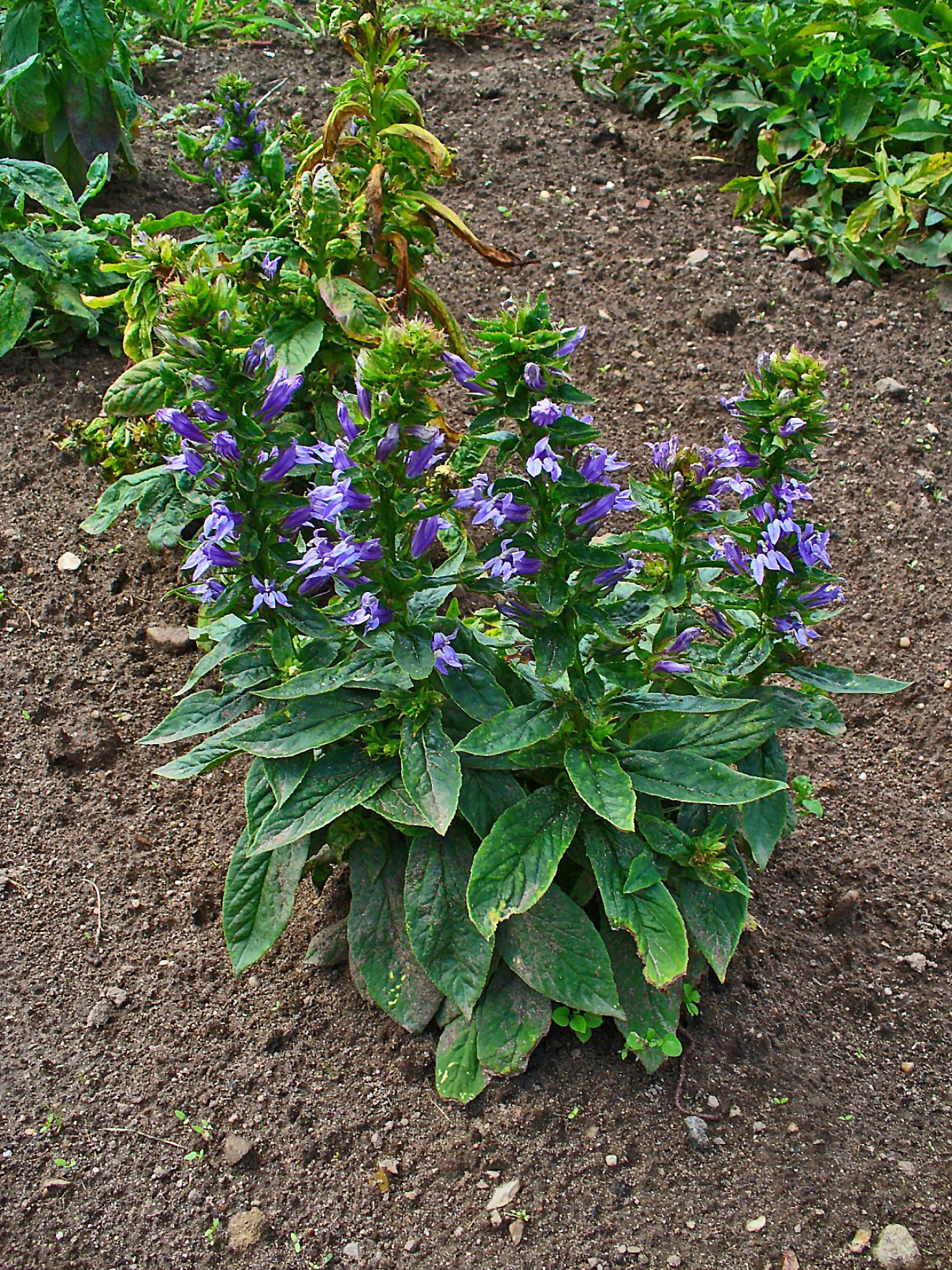
Vista de la planta

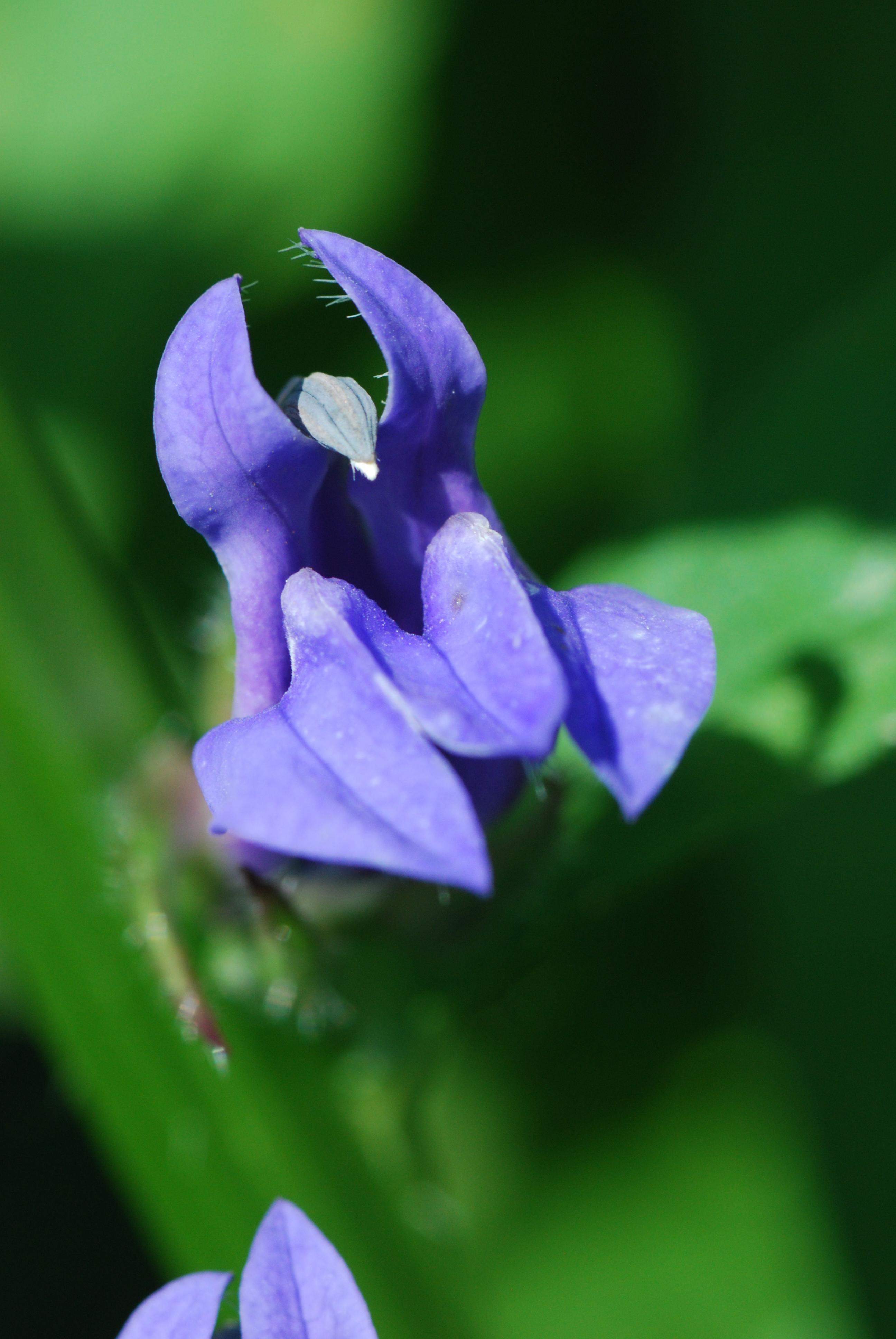
Detalle de la flor

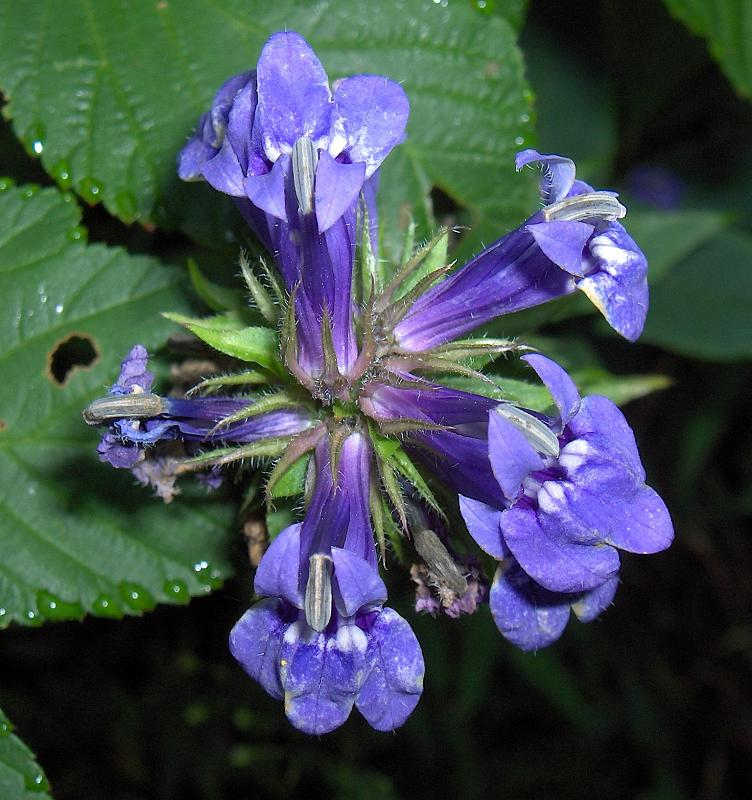
Inflorescencia

## Descripción
Es una planta herbácea perenne que alcanza los 100 cm de altura que vive en áreas húmedas. Produce una espiga de flores zigomorfas a finales del verano. Son muy apreciadas como planta ornamental.

## Propiedades
- Se usan en homeopatía.
- Son ricas en alcaloides pero carecen de lobelina.

## Taxonomía
Lobelia siphilitica fue descrita por Carlos Linneo y publicado en Species Plantarum 2: 931. 1753.
Etimología
Lobelia: nombre genérico que fue nombrado en honor del botánico belga Matthias de Lobel (1538-1616).
siphilitica: epíteto latino  que se refiere a su uso como planta medicinal contra la sífilis.
Sinonimia
- Dortmannia siphilitica (L.) Kuntze
- Lobelia antisyphilitica Hayne
- Lobelia belgica De Jonghe
- Lobelia bollii E.Wimm.
- Lobelia coelestis Nutt. ex Loudon
- Lobelia densiflora Rennie
- Lobelia reflexa Stokes
- Rapuntium siphiliticum (L.) Mill.
- Rapuntium syphiliticum Moench[5][6]